# Cràtil (diàleg)
Cràtil (Κρατυλος) és el nom d'un diàleg escrit per Plató l'any 360 aC, aproximadament. Hermògenes li demana a Sòcrates que intervingui en la discussió que manté amb Cràtil sobre si el significat de les paraules ve donat de manera natural (com postula Cràtil) o si per contra és arbitrari i depèn de l'hàbit dels parlants (com proposa Hermògenes). Cràtil és una de les primeres obres filosòfiques de l'antiga Grècia a tractar matèries etimològiques i lingüístiques.
Cràtil sosté la concepció presocràtica que la paraula conté certs sons que expressen l'essència del que s'ha anomenat. Així, diu: «Qui coneix els noms coneix també les coses». Segons aquesta tesi, hi ha lletres idònies per a coses toves, d'altres per a coses líquides, etc.
La tesi d'Hermògenes és molt diferent. Afirma que la relació entre el nom i l'anomenat ve donada pel costum i la convenció. Els noms no expressen l'essència de les coses, i poden substituir-se per d'altres si els que fan servir la paraula així ho acorden.
Sòcrates no es mostra d'acord amb cap de les dues propostes. Durant més de la meitat del diàleg, analitza com s'han format les paraules, respecte al que declara: «De fet, de tant donar-li la volta als noms a tort i a dret, no seria en absolut estrany que la nostra llengua antiga, enfront de l'actual, no es diferenciés en res de la bàrbara». De les etimologies que proposa, només unes poques són certes.